# Youngova nerovnost
V matematice, Youngova nerovnost, pojmenovaná podle W. H. Younga, dává do vztahu součin dvou nezáporných čísel a součet jejich mocnin:
Jsou-li {\displaystyle a,b\geq 0}, {\displaystyle p,q\in (1,\infty )}, {\displaystyle pq=p+q}, pak
{\displaystyle ab\leq {\frac {a^{p}}{p}}+{\frac {b^{q}}{q}}} .

## Důkaz
Pro {\displaystyle a=0} nebo {\displaystyle b=0} je důkaz triviální. Jinak z konkávnosti logaritmu (Jensenova nerovnost) dostáváme, že
{\displaystyle \ln \left({\frac {a^{p}}{p}}+{\frac {b^{q}}{q}}\right)\geq {1 \over p}\ln(a^{p})+{1 \over q}\ln(b^{q})=\ln(ab)},
což bylo dokázat.